# 南京極站

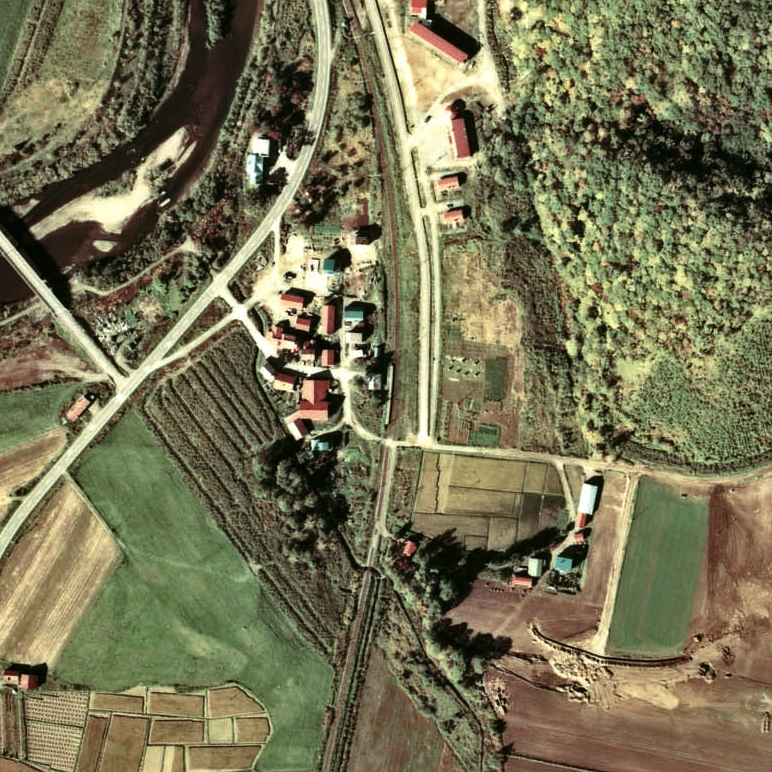
1976年的南京極站與方圓約500米範圍。下方是伊達紋別方向。

南京極站（日语：／ Minami-Kyōgoku eki */?）是位於北海道虻田郡京極町字更進，日本國有鐵道的膽振線車站（廢站）。隨著膽振線廢除，車站在1986年（昭和61年）11月1日廢除。

## 歷史
- 1928年（昭和3年）10月21日 - 膽振鐵道京極站至喜茂別站（第一代）之間開通，川上溫泉停留場（日语：／）啟用。當時為客運車站[1]。
- 1941年（昭和16年）9月27日 - 膽振鐵道轉讓給膽振縱貫鐵道（合併）。
- 1944年（昭和19年）7月1日 - 膽振縱貫鐵道在戰時被收購，鐵路線國有化。路線名改為膽振線[1]。同時升級至車站，名為南京極站，當時為一般車站[1]。
- 1961年（昭和36年）4月1日 - 成為業務委託站[3]。
- 1971年（昭和46年）10月1日 - 結束處理貨物和行李[1][4]。同時成為無人車站[5]（簡易委託化）[3]。
- 1986年（昭和61年）11月1日 - 膽振線全線廢除，此站也廢除[2]。

## 車站構造
截至車站廢除前，此站是地面車站，設有1面1線的單式月台。月台位於路軌西邊（俱知安方向的列車會開啟左邊車門）。此站沒有設置轉轍器。
此站是無人車站。在有人車站時代還有車站大樓。車站大樓位於站內西邊，與月台有一段距離。月台中央部分出入口處設有樓梯。

## 站名的由來
車站名稱取自所在地「京極町」的「南」邊而得名。
舊站名「川上溫泉停留場」，是取自站前湧出的溫泉而得名。

## 使用狀況
- 在1981年度（昭和56年度），1日上下車人次為29人[6]。

## 車站周邊
- 國道276號（日语：国道276号）（尻別國道）[7]
- 北海道道97號豐浦京極線（日语：北海道道97号豊浦京極線）[7]
- 南京極郵局
- 京極町立南京極小學
- 羊蹄綠醫院
- 川上溫泉（日语：川上温泉 (北海道)） - 位於站前的尻別川河畔處[6]。
- 尻別川（日语：尻別川）[7]
- 羊蹄山（蝦夷富士） - 位於車站西邊[7]。

## 現況
截至2001年（平成13年），車站遺址為一塊空地。站前還有一些東北紅豆杉。截至2010年（平成22年）也是同樣。

## 相鄰車站
日本國有鐵道
膽振線
留產－南京極－東京極

## 注腳
1. 1 2 3 4 5 6  石野哲（編）. . JTB. 1998: 859. ISBN 978-4-533-02980-6 （日语）.
2. 1 2  . 官報. 1986-10-14 （日语）.
3. 1 2  京極町史 昭和52年3月發行 P825-826。
4. ↑  . 官報. 1971-09-30 （日语）.
5. ↑  . 鐵道公報 (日本國有鐵道總裁室文書課). 1971-09-30: 11 （日语）.
6. 1 2 3 4 5 6  書籍《国鉄全線各駅停車1 北海道690駅》（小學館，1983年7月發行）92頁。
7. 1 2 3 4  書籍《北海道道路地図 改訂版》（地勢堂，1980年3月發行）6頁。
8. ↑  書籍《鉄道廃線跡を歩くVIII》（JTB出版，2001年8月發行）68-70頁。
9. ↑  書籍《新 鉄道廃線跡を歩く1 北海道・北東北編》（JTB出版，2010年4月發行）154頁。